# Panisopelma larreae
Panisopelma larreae är en insektsart som beskrevs av Burckhardt och Ouvrard 2006. Panisopelma larreae ingår i släktet Panisopelma och familjen rundbladloppor. Inga underarter finns listade i Catalogue of Life.